# Église Sainte-Catherine de Saint-Pétersbourg
Pour les articles homonymes, voir église Sainte-Catherine.
L’église Sainte-Catherine est une église catholique qui se situe sur la perspective Nevski à Saint-Pétersbourg. Elle rappelle par sa façade en forme d’arc de triomphe celle de la basilique Saint-André de Mantoue.

## Histoire
La paroisse vouée à sainte Catherine d’Alexandrie a été fondée en 1716 et l’impératrice Anne donne la permission de faire bâtir une église sur la perspective Nevski en 1738, mais la construction est interrompue en 1751 à cause du manque de financement. Jean-Baptiste Michel Vallin de la Mothe reprend les travaux vers 1760, mais elle n’est terminée qu’en 1782 grâce à Antonio Rinaldi. Elle est finalement consacrée le 7 octobre 1783. On inscrit sur le fronton une citation de l’Évangile selon Matthieu : Domus mea domus orationis et la date de fin du chantier Anno Domini 1782.
La paroisse voit passer un certain nombre de personnalités marquantes de l’histoire de la capitale impériale. Stanislas-Auguste de Pologne y est inhumé (sa dépouille sera transférée ensuite en Pologne) et un monument à sa mémoire y est érigé. Le général Moreau y est enterré en 1813 et sa tombe se trouve dans la crypte. Auguste de Montferrand s’y est marié et a fait baptiser son fils. En 1817, les obsèques du duc de Polignac y ont lieu, En 1834, Théodose de Lagrené y épouse une aristocrate russe. Parmi les fidèles, on comptait aussi un certain nombre de convertis de l’aristocratie russe comme la princesse Zinaïda Volkonskaïa, le décembriste Mikhaïl Lounine, ou le prince Ivan Gagarine, etc.
L’église est desservie par plusieurs congrégations dont les franciscains au début, puis les jésuites, après leur accueil par Paul Ier, et les dominicains après 1815.
Elle cesse en 1892 d’être une église dominicaine et dépend de l’archidiocèse de Moguilev-Saint-Pétersbourg, mais les dominicains continuent d’y célébrer la messe. La communauté de fidèles se chiffrait à 30 000 membres à la veille de la révolution de 1917, et constituait la plus importante des cinq paroisses catholiques que comptait alors la capitale.
La révolution inaugure, comme ailleurs, une période de répression sanglante. Le curé Constantin Budkiewicz est fusillé en 1923, mais des franciscains continuent épisodiquement à y célébrer la messe jusqu’en 1938. Elle est alors fermée et saccagée. Son mobilier est dispersé dans la rue, les objets liturgiques profanés. Un incendie détruit l’intérieur et les orgues en 1947.
L’église sert ensuite d’entrepôt. C’est en 1977 que l’on décide de la restaurer pour en faire une salle de concert philharmonique et en 1984 une partie du bâtiment est consacrée à un musée de l’athéisme. 
La paroisse est à nouveau enregistrée en 1991 à la chute de l'URSS, mais l'église est dans un tel état que les travaux de restauration prennent plusieurs années. La chapelle de l’Annonciation est ouverte en 1998 à l’intérieur et une partie de la nef en 2000. L’église ne peut retrouver une certaine apparence intérieure qu’en 2003. La nef est bénite le 29 octobre 2008.

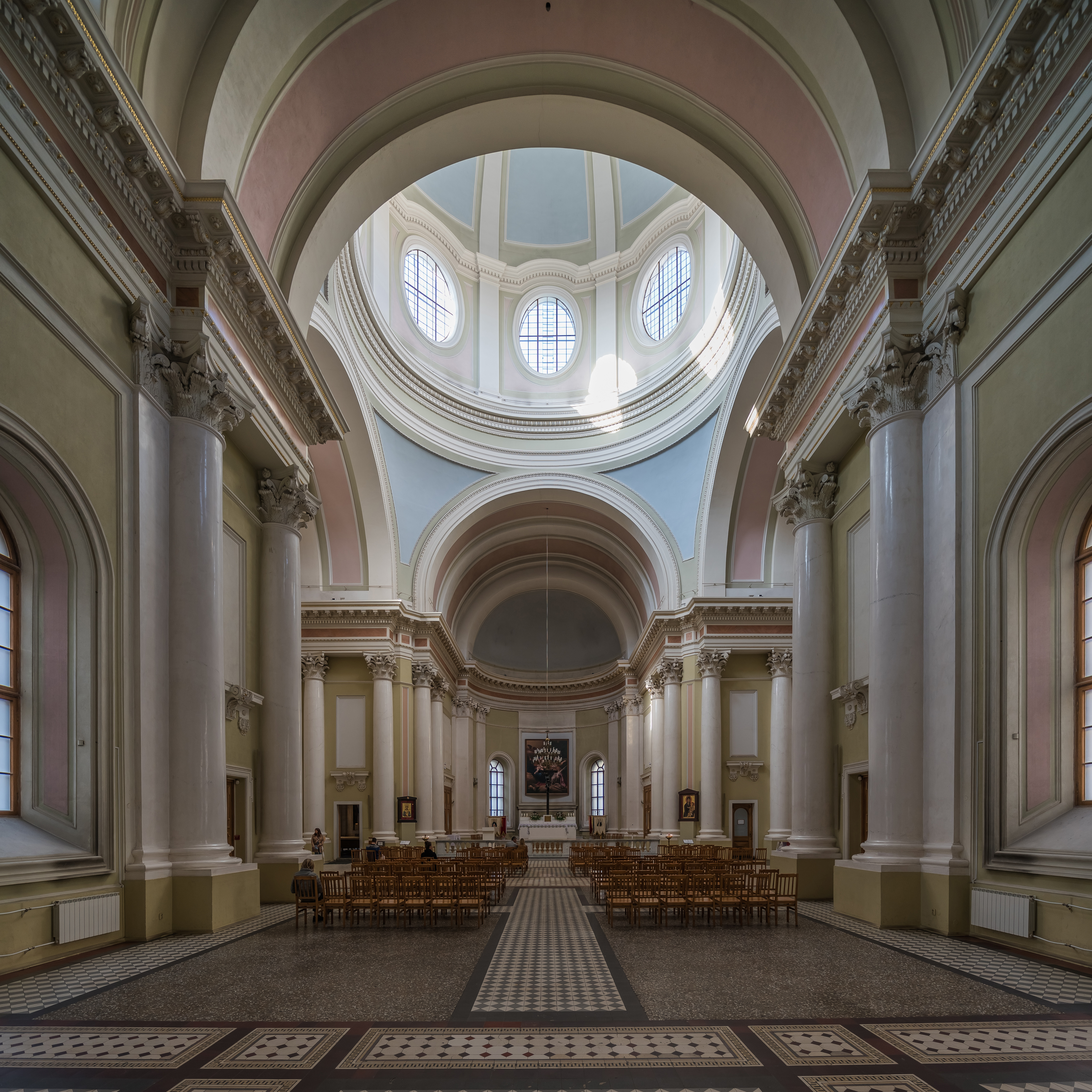
Intérieur de l'église
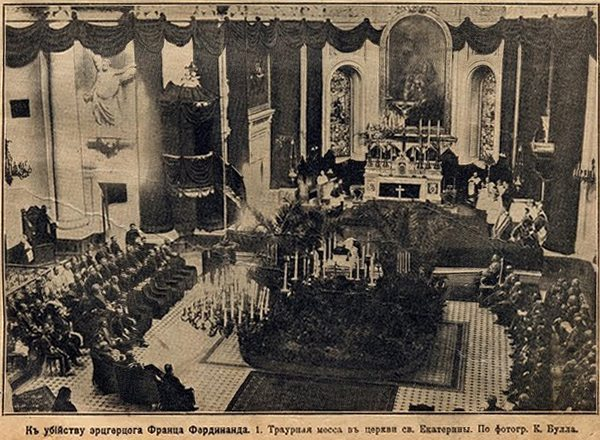
Messe en la mémoire de l'archiduc François-Ferdinand, assassiné en 1914, photographie de Bulla
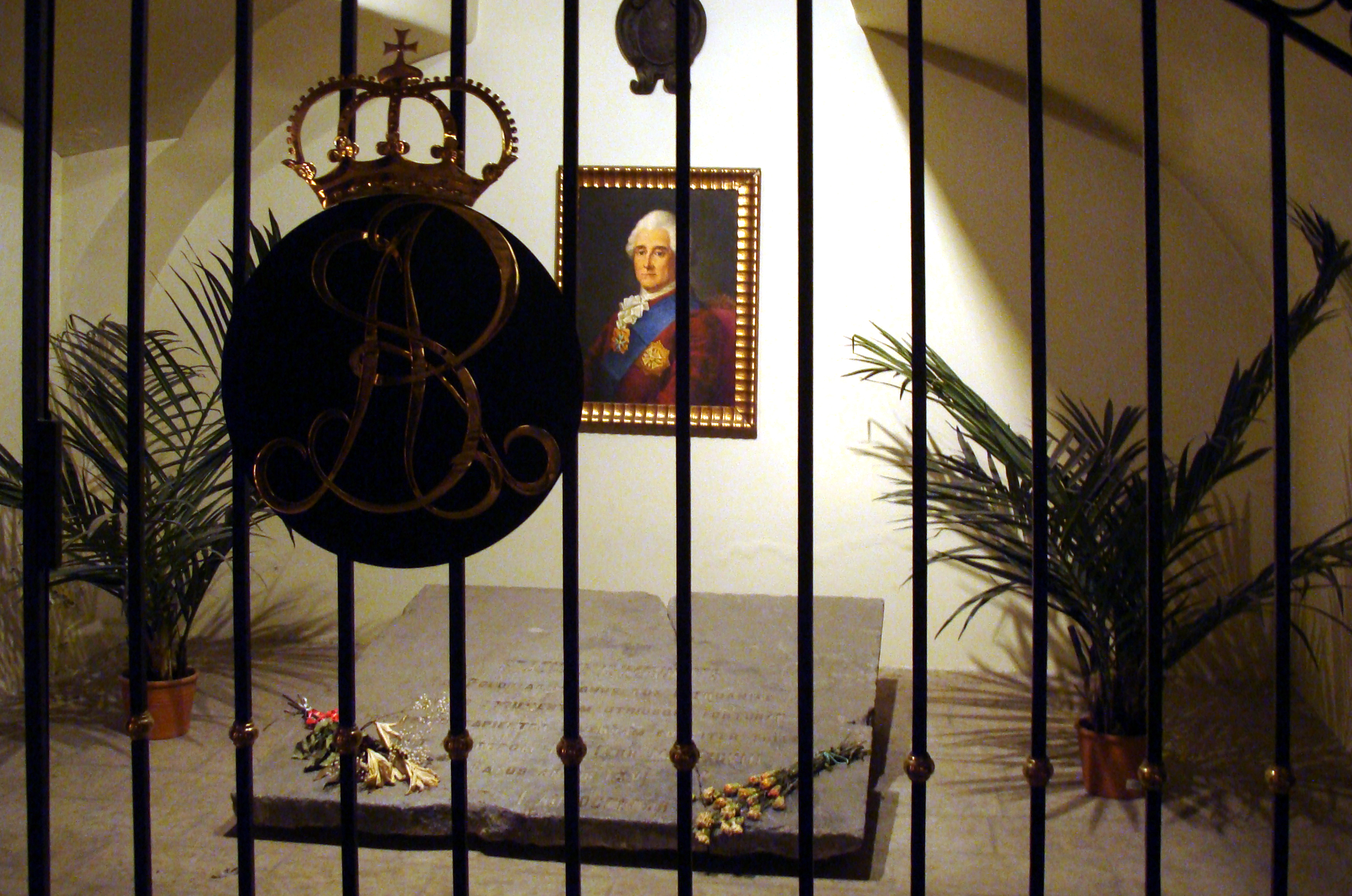
Le lieu de sépulture et la tombe d'origine du dernier roi de la République des Deux Nations, royaume de Pologne et du grand-duché de Lituanie, Stanislas II, 2015